# Кьюбитт, Розалинд
Розалинд Кьюбитт (англ. Rosalind Cubitt; 11 августа 1921, Лондон, Великобритания — 14 июля 1994, Льюис, Восточный Суссекс, Великобритания) — английская аристократка, дочь Роланда Кьюбитта, 3-го барона Эшкомба. Жена Брюса Шанда, мать писателя Марка Шанда и Камиллы, жены короля Великобритании Карла III.

## Биография
Розалинд Кьюбитт родилась в 1921 году в семье Роланда Кьюбитта (с 1947 года 3-го барона Эшкомба) и его жены Сони Кеппел. В 1939 году она была признана «Дебютанткой года» после бала в Холланд Хаузе (Кенсингтон). В 1946 году Розалинд стала женой майора Брюса Шанда. В этом браке родились трое детей: Камилла (1947, впоследствии жена Эндрю Паркер-Боулза и короля Великобритании Карла III), Аннабель (1949, жена Саймона Эллиота) и Марк (1951—2014), ставший путешественником и писателем.
До замужества Розалинд работала в агентстве, которое занималось усыновлениями. Позже она 17 лет была волонтёром в благотворительной организации Chailey Heritage Foundation. Розалинд Шанд умерла в 1994 году от остеопороза. Её дочь Камилла после этого стала членом Национального общества по борьбе с остеопорозом, а впоследствии стала патроном и президентом этой организации.